# ビヨンド・ファンタジー・フィクション

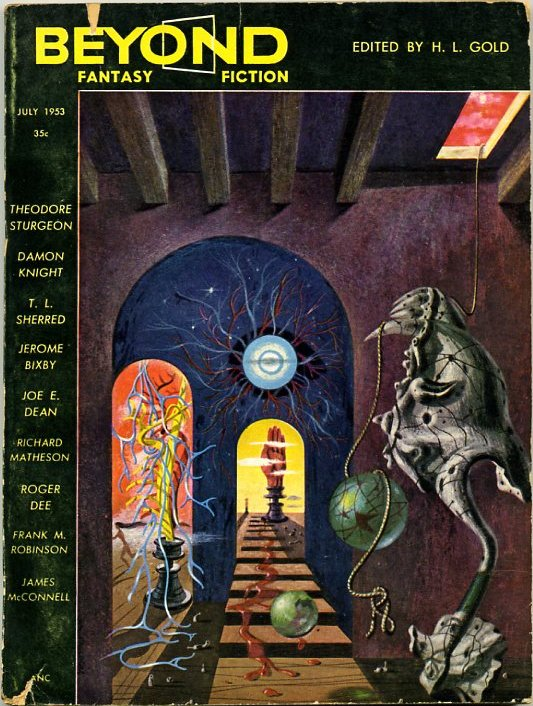
53年7月号の表紙

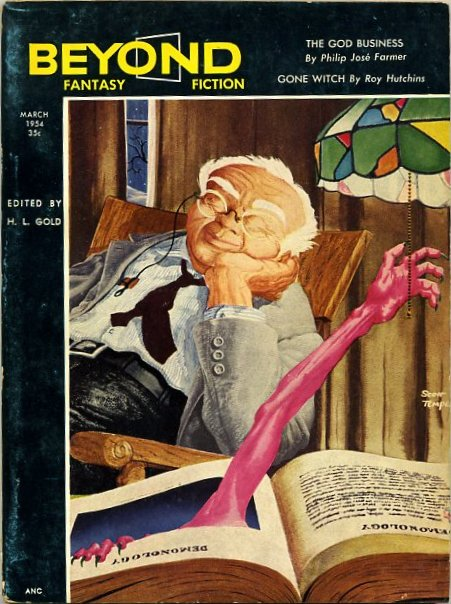
54年3月号の表紙

『ビヨンド・ファンタジー・フィクション』（Beyond Fantasy Fiction）は、アメリカのファンタジー小説雑誌。編集長はH・L・ゴールド。1953年から1955年まで10巻がリリースされた。最後の2巻は『ビヨンド・フィクション』（Beyond Fiction）として刊行された。
この雑誌は商業的な成功はしなかったが、アイザック・アシモフ、レイ・ブラッドベリ、フィリップ・K・ディックなど著名な作家の短編がいくつか掲載された。
この雑誌は1943年に廃刊された『アンノウン』の後継雑誌として説明される。アンノウンは「科学的な狼人間小説」のような合理的な根拠に従う幻想作品が連載され、有名であった。
SF史家ジェイムズ・E・ガンは、本誌を1950年代で最高のファンタジー雑誌と評価しており、SF書誌学者ドナルド・H・タックは本誌の掲載作が非常に上質であったと主張している。もちろん全ての批評家が『ビヨンド』を肯定的に捉えているわけではなく、例えばP・スカイラー・ミラーが1963年に述べたところでは、本誌の掲載作品が最も成功したのは『アンノウン』の模倣をしなかった時である。

## 代表的な掲載作品
『ビヨンド』がその短い歴史の間、世に送り出した中・短編小説の中では以下のものが有名である。
- シオドア・スタージョン"…And My Fear Is Great…"「そして私のおそれはつのる」（1953年7月号）
- シオドア・R・コグスウェル"The Wall Around the World"「壁の中」（1953年9月号）
- アイザック・アシモフ"Kid Stuff"「子供だまし」（1953年9月号）
- レイ・ブラッドベリ"The Watchful Poker Chip"「マチスのポーカー・チップの目」（1954年3月号）
- ジェイムズ・E・ガン"Sine of the Magus"（日本語には未訳）（1954年3月号）
- ディ＝キャンプ&フレッチャー・プラット"The Green Magician"「青くさい魔法使い（ハロルド・シェイもの）」（1954年11月号）
- フィリップ・K・ディック"Upon the Dull Earth"「この卑しい地上に」（1954年11月号）

このうち「そして私のおそれはつのる」と「壁の中」は2004年度レトロ・ヒューゴー賞の候補となった。

## 参考資料
- Ashley, Michael (1976). The History of the Science Fiction Magazine Vol. 3 1946–1955. Chicago: Contemporary Books, Inc.. ISBN 0-8092-7842-1.
- Ashley, Michael (1978). The History of the Science Fiction Magazine Part 4 1956–1965. London: New English Library. ISBN 0-450-03438-0.
- Ashley, Mike (2005). Transformations: The Story of the Science Fiction Magazines from 1950 to 1970. Liverpool: Liverpool University Press. ISBN 0-85323-779-4.
- Nicholls, Peter (1979). The Encyclopedia of Science Fiction. St Albans: Granada Publishing. ISBN 0-586-05380-8.
- Clute, John; Nicholls, Peter (1993). The Encyclopedia of Science Fiction. New York: St. Martin's Press, Inc.. ISBN 0-312-09618-6.
- Tuck, Donald H. (1982). The Encyclopedia of Science Fiction and Fantasy: Volume 3. Chicago: Advent: Publishers, Inc.. ISBN 0-911682-26-0.